# Тарсо-Тох
Тарсо-Тох — вулканическое поле в Чаде, имеющее абсолютную высоту 2000 м. Находится на северо-западе нагорья Тибести. Содержит 150 шлаковых конусов и два маара, один из мааров имеет название Бегур. Базальтовая лава Тарсо-Тох заполняет долины на площади около 80 километров с востока на запад и 20—30 км с севера на юг к более известному вулканическому комплексу Тусиде. Отложения в пределах маара Бегур имеют возраст 8300 ± 300 лет.